# Liste der Naturdenkmale in Berglicht
Die Liste der Naturdenkmale in Berglicht nennt die im Gemeindegebiet von Berglicht ausgewiesenen Naturdenkmale (Stand 11. März 2024).

## Naturdenkmale
| Nr.         | Bezeichnung   | Lage                                           | Beschreibung | Bild                                    |
| ----------- | ------------- | ---------------------------------------------- | --- | --------------------------------------- |
| ND-7231-450 | Berger Wacken | südlich des Ortes; Abteilung Bergerwacken Lage | Quarzitfelsen, bis zu 20 m hoch; flächenhaftes Naturdenkmal, ca. 0,4 ha; mit der sogenannten Schinderhanneshöhle | Direkt Bild zu diesem Denkmal hochladen |